# بيل بيشر
بيل بيشر (بالإنجليزية: Bill Becher) هو لاعب كرة قدم أمريكي، ولد في 15 فبراير 1965 في ويلينغ في الولايات المتحدة. لعب مع Harrisburg Heat (1991–2003) ‏.